# Le Visiteur (série télévisée)
Pour les articles homonymes, voir The Visitor (homonymie).
Le Visiteur (The Visitor) est une série télévisée américaine en 13 épisodes de 60 minutes, créée par Roland Emmerich, Dean Devlin et Kevin Kerslake et diffusée entre le 19 septembre 1997 et le 16 janvier 1998 sur le réseau FOX. En France, la série a été diffusée à partir du 30 janvier 1998 sur Série Club puis sur M6.

## Synopsis
L'aviateur Adam MacArthur réapparait après avoir été porté disparu dans le triangle des Bermudes. Adam est investi d'un pouvoir avec la nature par des extraterrestres.

## Distribution
- John Corbett (V.F. : Jérôme Keen[1]) : Adam MacArthur
- Steve Railsback (V.F. : François Jaubert) : Colonel James Vise
- Granville Ames (V.F. : Hervé Jolly) : Sgt. Roberts
- Grand L. Bush (V.F. : Thierry Desroses) : Agent Douglas Wilcox
- Leon Rippy (V.F. : Olivier Hémon) : Agent Nicholas LaRue
- John Storey (V.F. : Jacques Feyel) : Agent Craig Van Patten
- Adam Baldwin (V.F. : Christian Visine) : Michael O'Ryan
- Richard Cox (V.F. : Hubert Drac) : Asst. Director Grushaw
- Peter Carlin : Spencer Davis
- David Drew Gallagher : McNally
- Lola Glaudini : jeune Constance MacArthur
- Lucinda Jenney : Nadine Walden
- Tammy Lauren : Charlotte MacArthur
- Jack Moore :
- Marte Boyle Slout : Mother
- Brian Vaughan (acteur) : Tyler
- Andre M. Johnson : Lt. Wayne

## Épisodes
1. Un homme venu d’ailleurs (Pilot)
2. Le Mal de l’air (Fear of Flying)
3. L’Arc en ciel du démon (The Devil's Rainbow')
4. Télépathie (Dreams)
5. Oméga (Remember)
6. Perdue de vue (The Black Box)
7. Halloween (Teufelsnacht)
8. Retrouvailles (Reunion)
9. La Capture (Caged)
10. Le Retour (Going Home)
11. Miracles (Miracles)
12. Prédictions (The Chain)
13. Le Procès (The Trial)

## Commentaires
- La série est considérée comme écologique et pacifiste.